# Booneschans (plaats)
Booneschans, vroeger ook Bo(o)nerschans of Bo(o)nenschans, is een buurtschap in de gemeente Oldambt in de Nederlandse provincie Groningen. De buurtschap ligt even ten zuiden van Bad Nieuweschans aan de Hamdijk, direct aan de grens met Duitsland. Ten westen ligt sinds 1911 het B.L. Tijdenskanaal. Rondom ligt sinds eind jaren 1990 het Bos op Houwingaham.

## Geschiedenis
De buurtschap ligt op de plek waar in 1584 een schans werd gebouwd door Spaansgezinde troepen. Dit ter beveiliging van het Groningse gebied tijdens de Tachtigjarige Oorlog. De kroniekschrijver Abel Eppens bericht in februari van dat jaar:
Die Gronnigers bedachten nu noch wijders hoer palen [grenzen] to besetten, maken noch een scanze int Oltampt up den dijcke na Dunenbroke up den Ham.
De eerste schans moet niet heel opvallend zijn geweest: hij staat wel afgebeeld op een kaart van Cornelius Adgerus uit 1587, maar niet meer op de kaart die Autonius Brunij in 1590 van noordelijk Westerwolde tekende en evenmin op getekende kaarten uit het begin van de 17e eeuw. 
Ten tijde van de bouw van Oudeschans door Staatse troepen in 1593 werd de bestaande schans vermoedelijk weer in gebruik genomen. Volgens een kaart uit 1686 zou de De Booneschans ... anno 1593 ontrent Dunebroeckster-zijll aangelegd zijn. Een van de verantwoordelijken voor de werkzaamheden in Oudeschans was de Friese gedeputeerde Albert Everts Boner uit Leeuwarden. Op grond daarvan wordt vermoed dat de schans naar hem is vernoemd. De naam komt sinds 1627 voor Bone schans, 1634 als Booner Schans, 1672 Bone schans, 1673 Boone-Schans, 1674 Bonner Schans. Het is echter niet helemaal uitgesloten dat de schans zijn naam ontleent aan een van nabijgelegen dorpen Boen of Bunde. 
De Booneschans was een dijkschans, gelegen aan de Hamdijk, de eerste dijk die omstreeks 1544 werd aangelegd langs de Dollardboezem en die in Duitsland Altendeich (Oudedijk) wordt genoemd. De schans lag bij de plek waar de Moersloot of Lethe via een kokersluis (zijl) in de Dollard stroomde. Hoe de schans er precies uitgezien heeft is niet zeker. De kaart van Cornelius Adgerus toont - net als latere afbeeldingen - een rechthoekige redoute of veldschans met vier halfbastions op de hoeken. In het midden wordt een groot gebouw afgebeeld. Ook ingenieur Mathijs van Voort tekent in 1627 een onregelmatig aangelegd schansje met vier halfbastions, direct ten westen van de Dünebroekerzijl. Nadat de Dollarddijk door de indijking van Bunderneuland in 1605  naar het noorden opschoof, nam de strategische betekenis van de schans af. Zijn taken werden gedeeltelijk overgenomen door de aanleg van de Langakker- of Nieuweschans in 1628. 
In dat laatste jaar waren er nog wel plannen om de schans tot een vesting uit te bouwen, maar die zijn nooit uitgevoerd. De schans kreeg wel een extra bastion. Op een kaart van Lambert van den Bosch uit 1675 is de Booneschans te zien als een op Duitsland gericht hoornwerk met twee omgrachte bastions en een stenen reduit in het midden. Tijdens de opmars van Bernhard von Galen naar Groningen in 1672 (zie Gronings Ontzet) werd de schans door de Nederlandse troepen opgegeven en eerst volgende voorjaar door Carl von Rabenhaubt heroverd. Tijdens  stormvloeden brak de Hamdijk op meerdere plaatsen door. Bij een van deze doorbraken ontstond een kolk waarin een deel van het zuidelijke bastion van de Booneschans wegspoelde. In 1700 was de schans grotendeels vervallen.
In de 18e eeuw werd de Booneschans als de Batterij Bonerschans onderdeel van de Eerste Linie van de Eems, maar een echte schans was het toen al niet meer. In 1851 werd echter ook deze linie opgeheven en verdwenen de militairen uit Booneschans. Wat overbleef waren een aantal huizen en boerderijen en de voorgenoemde kolk. De kolk werd in de loop der tijd steeds kleiner en verdween uiteindelijk na 1900.
In 1999 werd in het kader van de aanleg van het Bos op Houwingaham de kolk weer uitgediept. Daarbij werd ook de gracht van het zuidelijke bastion teruggevonden, met een bodem op 1.60 meter onder het maaiveld en een breedte van 10 tot 15 meter. Deze locatie is in de kolk aangegeven met houten palen. Van de rest van de schans is verder niets te herkennen behalve een lichte verbreding en verhoging in de Hamdijk in het land bij een bocht in de weg en een knik in de rijksgrens.

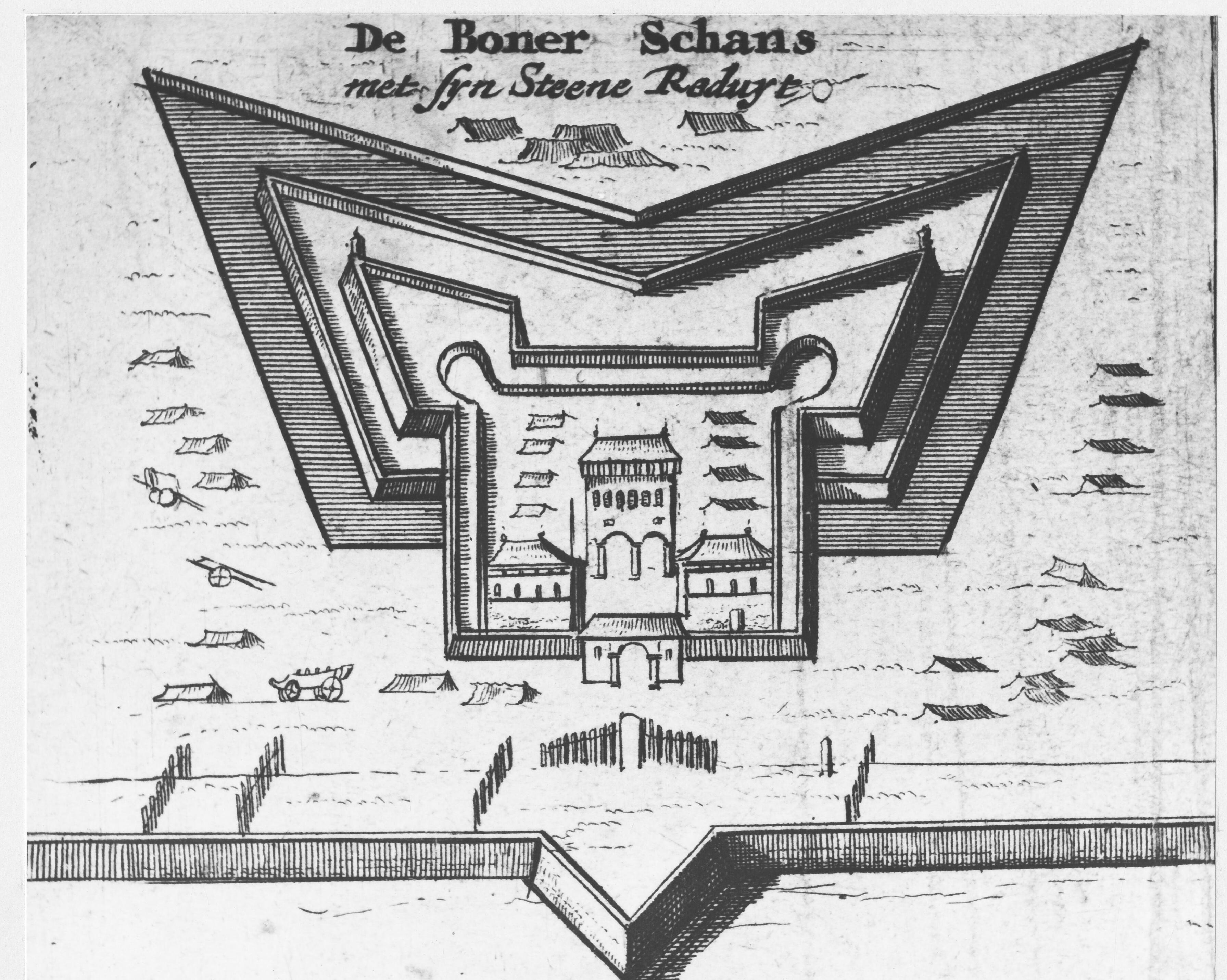
Plattegrond Booneschans (1675)
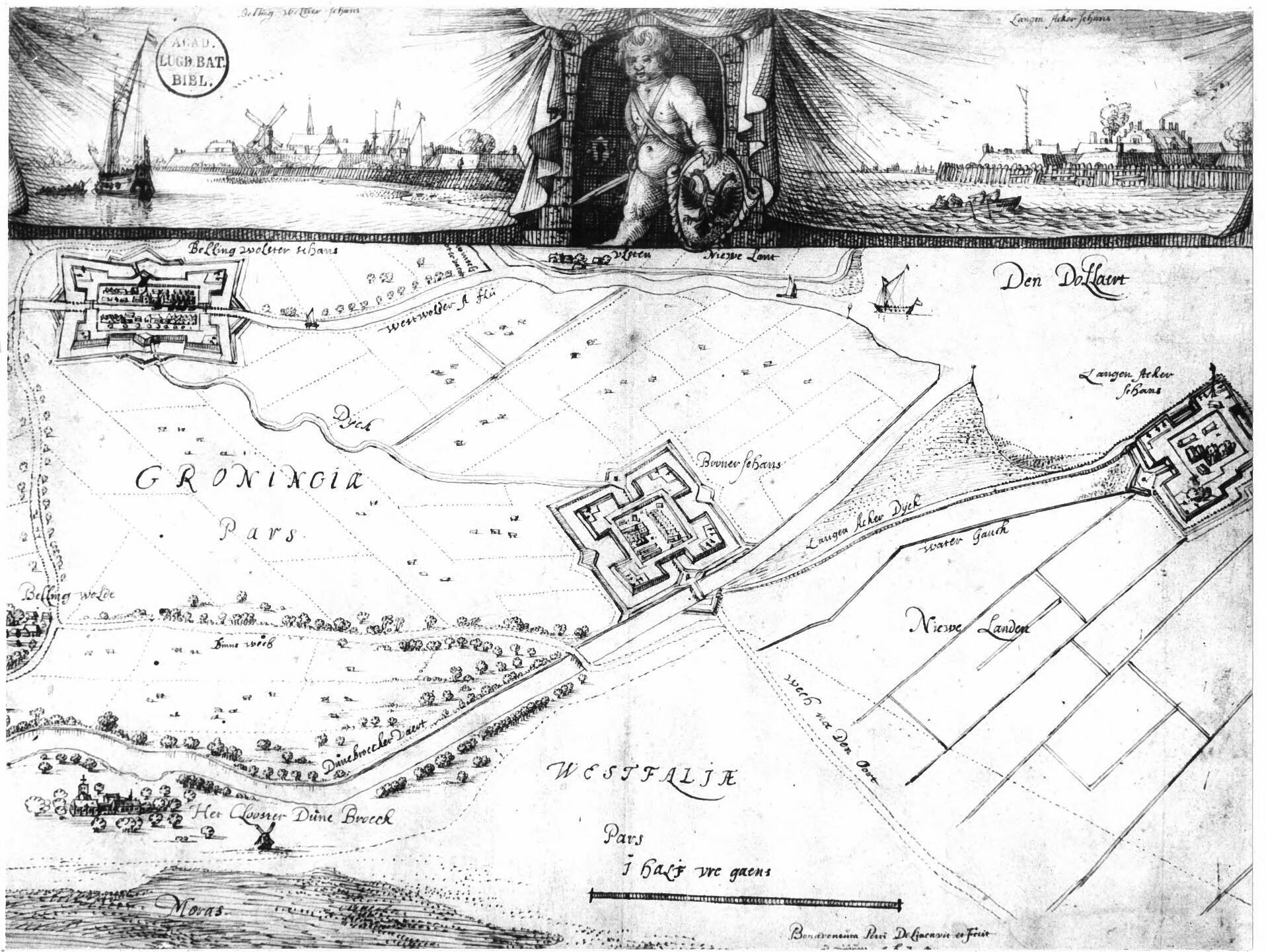
Kaart met de Bellingwolderschans (Oudeschans), Booneschans en Langeakkerschans (1635)
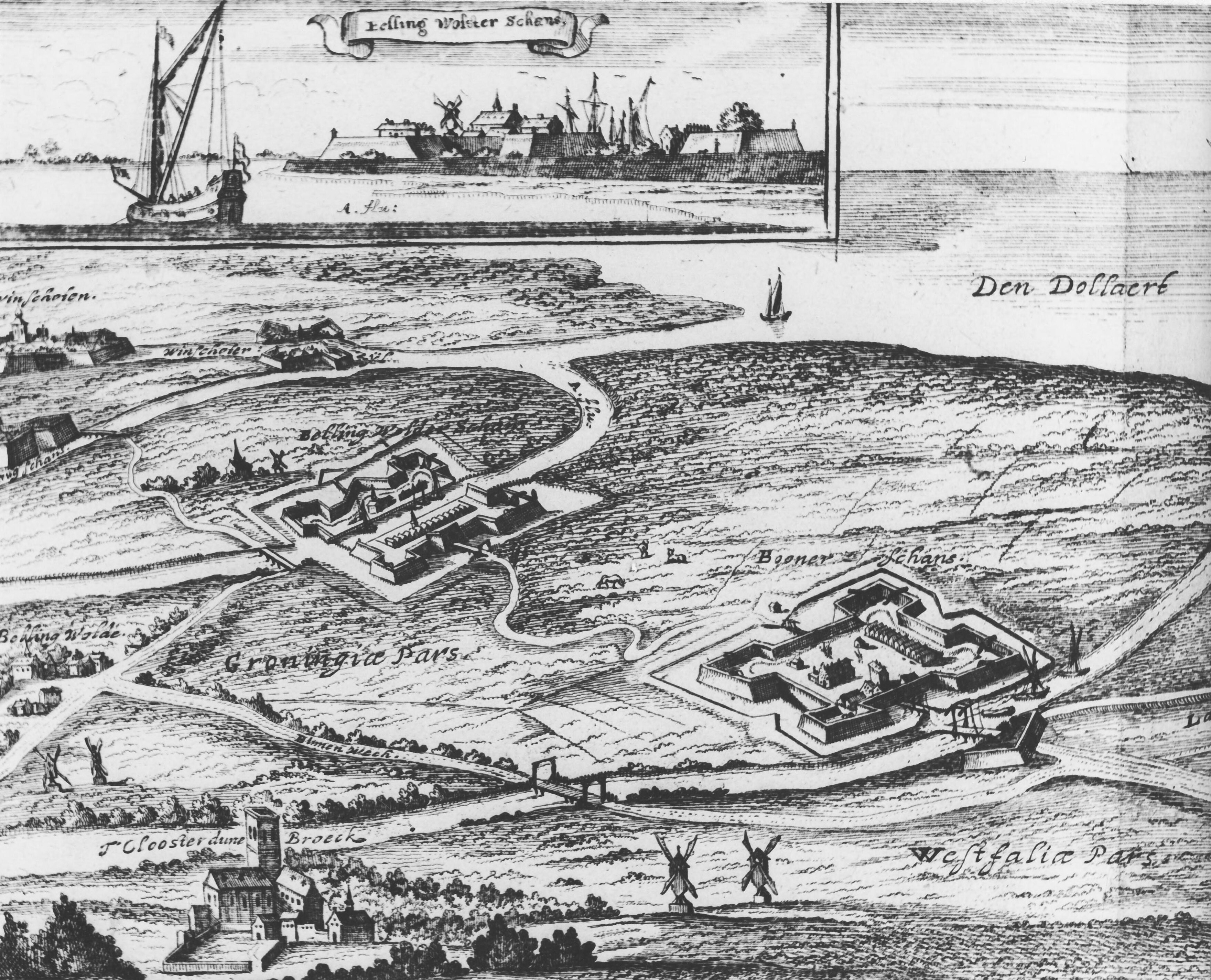
Kaart met de Bellingwolderschans en Booneschans (1674)

## IJkdijk
Bij de Booneschans is langs het B.L. Tijdenskanaal het IJkdijkproject gesitueerd om proeven te doen met dijkconstructies.

## Nieuw-Scheemda
Boneschans is een buurtje en een zijstraat van de Hamrikkerweg te Nieuw-Scheemda. De naam verwijst vermoedelijk naar een kleine schans langs de zeedijk, gebouwd in de jaren 1580.

## Achternaam
De achternaam Boneschans is in de provincie Groningen ten minste sinds 1669 bekend, de naam Boneschansker ten minste sinds 1800.
Bekende naamdragers zijn:
- Eppo Jan Boneschanscher (1852-1912), onderwijzer en kinderliedschrijver
- Engelke Jan Boneschanscher (1858-1946), onderwijzer en fotograaf